# موئرا
موئرا (به لاتین: Mora) یک منطقهٔ مسکونی در قبرس شمالی است که در ناحیه لفکوشا واقع شده‌است. موئرا ۵۲۲ نفر جمعیت دارد.